# Caryinae
Caryinae — підтриба триби Juglandeae підродини Juglandaceae родини горіхових.

## Систематика
Підтриба охоплює 2 роди:
- Carya, яка містить 18 видів, поширених у Північній Америці та Південно-Східній Азії.
- Annamocarya, яка містить 1 вид, поширений у Південно-Східній Азії.